# Mesobiotus neuquensis
Espèce
Synonymes
- Macrobiotus neuquensis Rossi, Claps & Ardohain, 2009

Mesobiotus neuquensis est une espèce de tardigrades de la famille des Macrobiotidae.

## Distribution
Cette espèce est endémique de la province de Neuquén en Argentine.

## Étymologie
Son nom d'espèce, composé de neuquen et du suffixe latin -ensis, « qui vit dans, qui habite », lui a été donné en référence au lieu de sa découverte.

## Publication originale
- Rossi, Claps & Ardohain, 2009 : Tardigrades from northwestern Patagonia (Neuquen Province, Argentina) with the description of three new species. Zootaxa, no 2095, p. 21-36.